# Campanula kolakovskyi
Campanula kolakovskyi är en tvåhjärtbladiga växtart som beskrevs av Anna Lukianovna Kharadze. Campanula kolakovskyi ingår i släktet blåklockor, och familjen klockväxter. Inga underarter finns listade i Catalogue of Life.